# Hair Zeqiri
Hair Zeqiri (* 11. Oktober 1988 in Vlora) ist ein ehemaliger albanischer Fußballspieler.

## Karriere

### Vereinskarriere
Hair Zeqiri erlernte das Fußballspielen in der Jugend bei KS Flamurtari Vlora. 2006 wurde er hier Profispieler. Nachdem er fünf Jahre für diesen Verein tätig gewesen war, wechselte er für ein Jahr in die türkische TFF 1. Lig zu Çaykur Rizespor. 2014 wechselte er dann zu FK Kukësi, doch schon zur nächsten Saison ging er zurück nach Flamurtari. 2017 folgte dann das zweite Gastspiel beim FK Kukësi, ehe er sich in der Winterpause dem KS Kamza anschloss. Doch schon einen Monat später löste er seinen Vertrag wieder auf und beendete im Februar 2018 seine aktive Karriere.

### Nationalmannschaftskarriere
Zeqiri absolvierte sechs Spiele für die albanische U-21 Nationalmannschaft. 2012 debütierte er auch in der albanischen Nationalmannschaft und bestritt dort im gleichen Jahr vier Partien.

## Erfolge
- Albanischer Pokalsieger: 2009, 2014